# 경주 문무대왕릉
경주 문무대왕릉(慶州 文武大王陵)은 신라 문무대왕의 해중왕릉(海中王陵)이다. 대한민국 경상북도 경주시 문무대왕면 봉길리 앞바다에 있으며 경북동해안 국가지질공원의 지질유산이다. 1967년 7월 24일 대한민국의 사적 제158호로 지정되었다.
삼국통일을 이룬 문무왕이 자신이 용이 되어 침입해 들어오는 왜구를 막겠다며, 자신의 시신을 불교식으로 화장하여 유골을 동해에 묻어 달라한 유언을 따라서 장사한 것이다. 이 바위를 대왕암(大王岩) 또는 대왕바위라 하며, 해중왕릉은 세계적으로 유례가 없다. 문무대왕의 아들인 신문대왕은 수로를 만들어 바다로 물이 통하게 하였다.
2017년에 경주 문무대왕릉이 경상북도의 10대 여행지로 선정되었다.

## 위치
경주 문무대왕릉의 주소는 경북 경주시 문무대왕면 봉길리 30-1번지이다. 문무대왕면 봉길리 해안 200m 지점에 수중무덤이 위치해 있다. 문무대왕릉 남쪽에 월성원자력발전소가 위치해 있다.

## 외형
세계에서 유일한 수중 무덤으로 멀리서 보면 평범한 바위처럼 보인다. 남쪽에는 더 작은 바위가 있다. 이 지역은 썰물 때만 보이는 작은 바위들로 둘러싸여 있어 마치 돌 기둥처럼 보인다. 바위는 기둥처럼 일정한 간격으로 지어졌고, 큰 건물은 거북이처럼 생겼다. 호수로 들어가고 나가는 물이 서쪽으로 천천히 돌고 도는 동안, 물은 연못을 오고 나가는 모든 방향으로 흐른다. 신라 사람들이 신라 문무대왕의 왕릉을 인위적으로 정교하게 다듬은 것으로 추정된다. 문무대왕의 비석은 국립경주박물관에서 소장하고 있으며, 비석은 일찍이 무너졌다. 현재까지 대편(大片) 2개, 소편(小片) 1개가 발견되었으나 대편 1개는 원석이 전하지 않는다. 석질은 적갈색 화성암으로, 대편은 최고 높이 52cm, 너비 64cm, 두께 24cm이며, 소편은 두께 2cm의 부등변삼각형으로 2자가 새겨져 있다.

## 안내문
신라 30대 문무대왕(재위 661∼681)의 무덤이다. 동해안에서 200m 떨어진 바다에 있는 수중릉으로, 신라인들의 창의적인 생각을 엿볼 수 있는 곳이다.
문무대왕은 아버지인 태종 무열왕의 업적을 이어받아 고구려를 멸망시키고, 당의 침략을 막아 삼국통일을 이루었다. 또한 병부, 창부 등 중앙관청을 창설하였고, 지방통치를 위한 5소경제도와 9서당 10정의 군사제도의 기틀을 마련하는 등 국가 체제 완성의 기초를 제공하였다.
대왕암은 자연 바위를 이용하여 만든 것으로 그 안은 동서남북으로 인공수로를 만들었다. 바닷물은 동쪽에서 들어와 서쪽으로 나가게 만들어 항상 잔잔하게 하였다. 수면 아래에는 길이 3.7m, 폭 2.06m의 남북으로 길게 놓인 넓적한 거북모양의 돌이 덮혀 있는데 이 안에 문무대왕의 유골이 매장되어 있을 것이라 추측되었으나 유골은 흔적조차 없었다.
『삼국사기』에 의하면 왕이 죽으면서 불교식 장례에 따라 화장하고 동해에 묻으면 용이 되어 동해로 침입하는 왜구를 막겠다는 유언을 남겼다고 한다. 그의 아들 신문대왕은 동해 근처에 감은사를 세워 법당아래 동해를 향한 배수로를 만들어 용이 된 문무대왕이 왕래할 수 있도록 설계하였다.

## 감은사
현재 남아있는 감은사의 터에는 조류 간만의 시기를 년간 계산할 수 있는 태극장대석이 현존하고 있다.

## 이견대
용을 보았다는 곳으로 이곳에서 보는 전망은 대왕암이 한눈에 들어온다.

## 지질
문무대왕릉은 경북동해안 국가지질공원의 지질유산이다. 문무대왕릉을 구성하는 화강암은 약 5천만년 전에 형성되었으며 암석의 표면에는 약 3천만년 전에 대규모 지진으로 생긴 북동-남서 방향의 절리가 관찰된다. 

## 사진

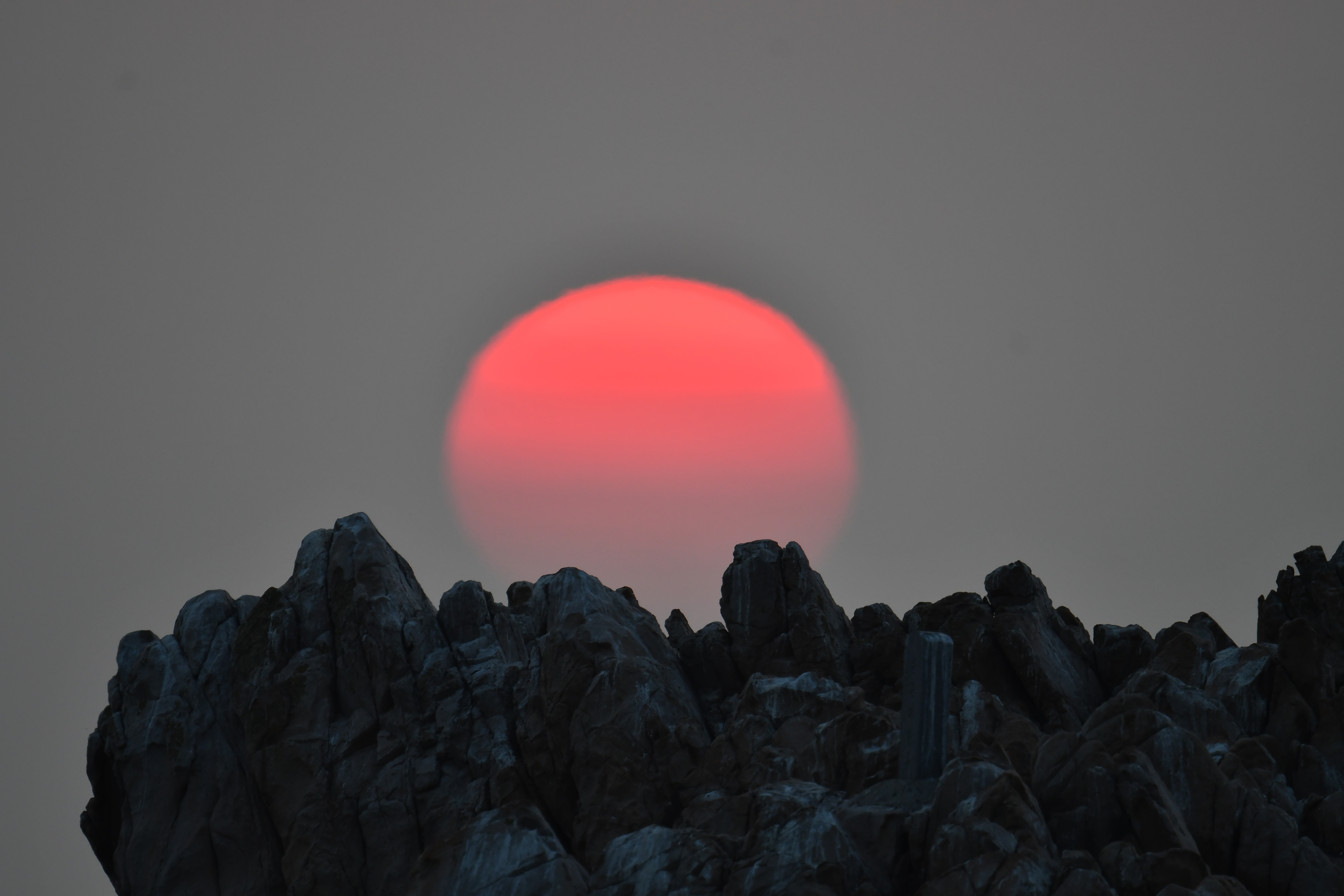
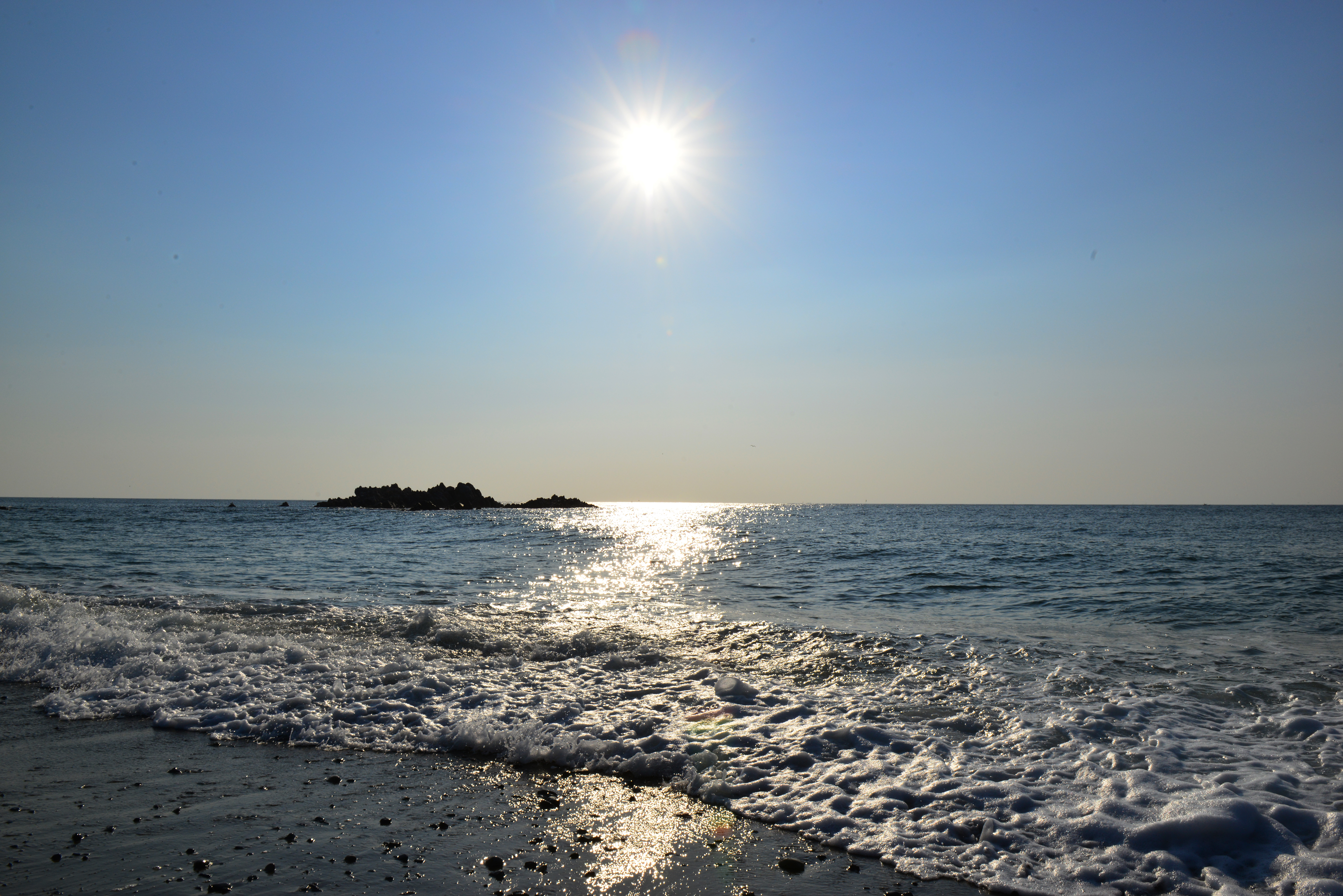
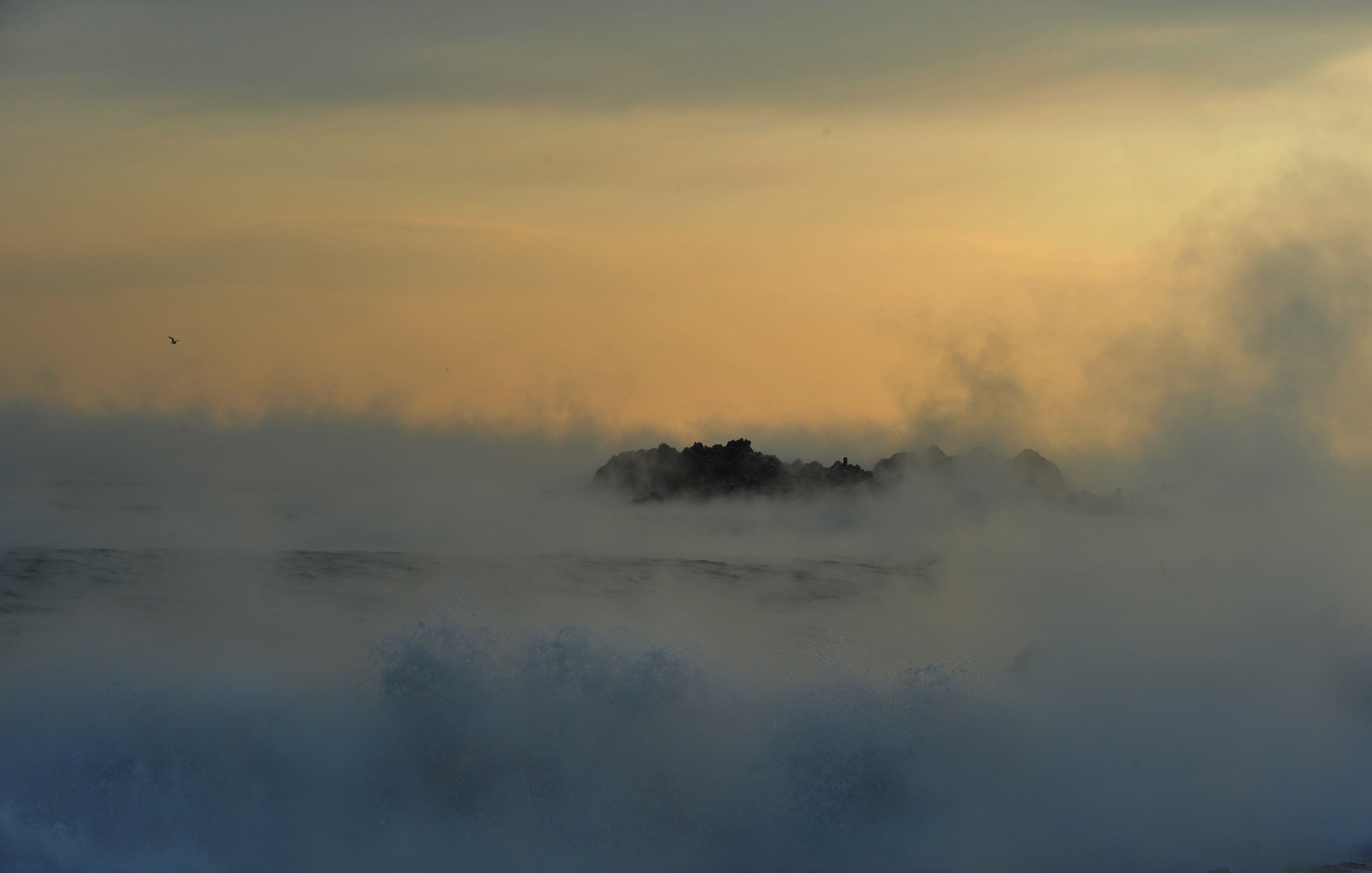
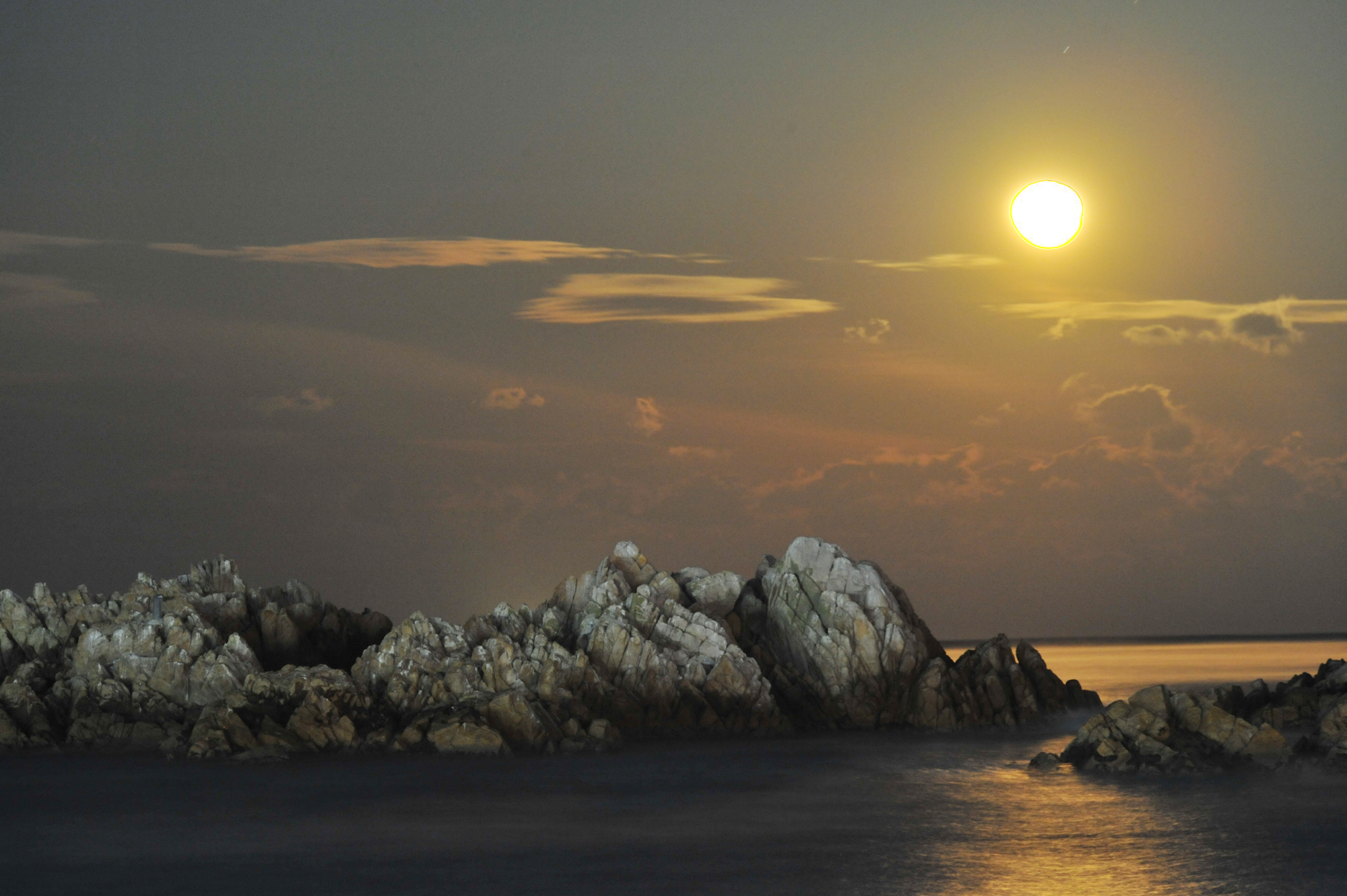
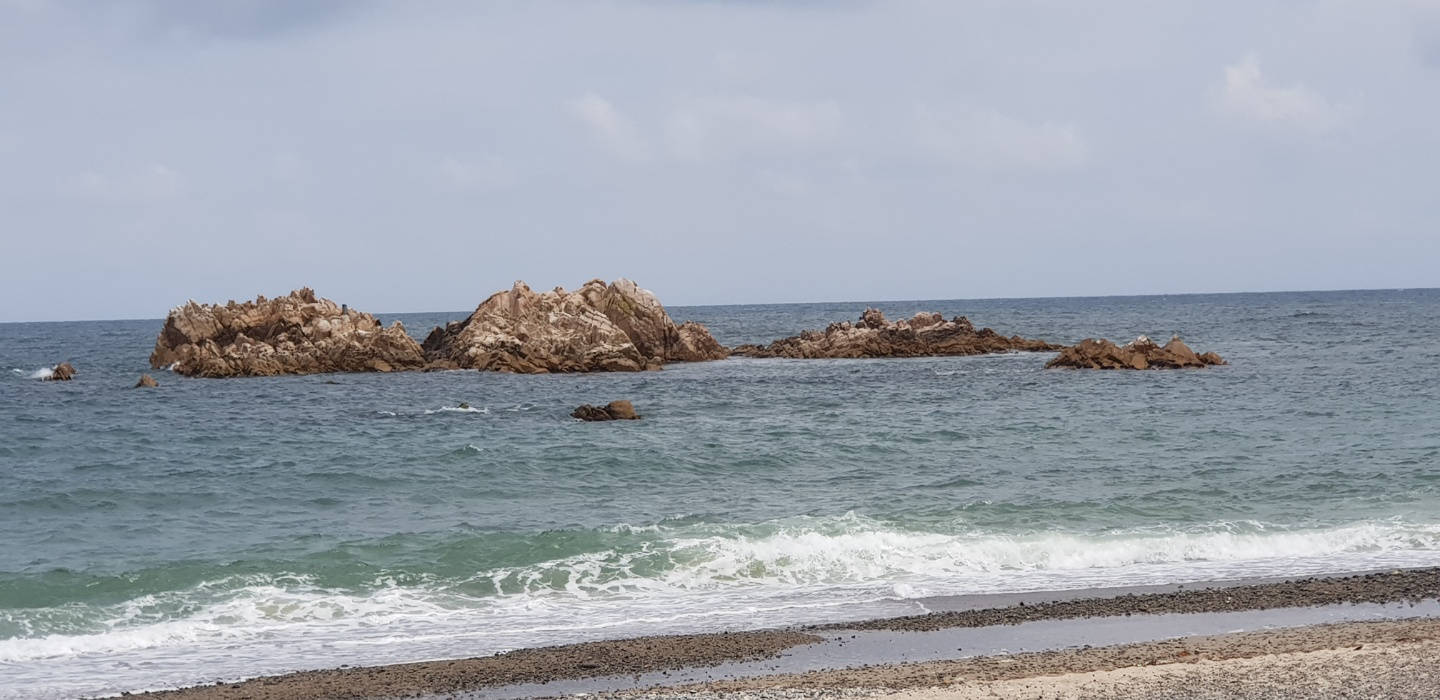
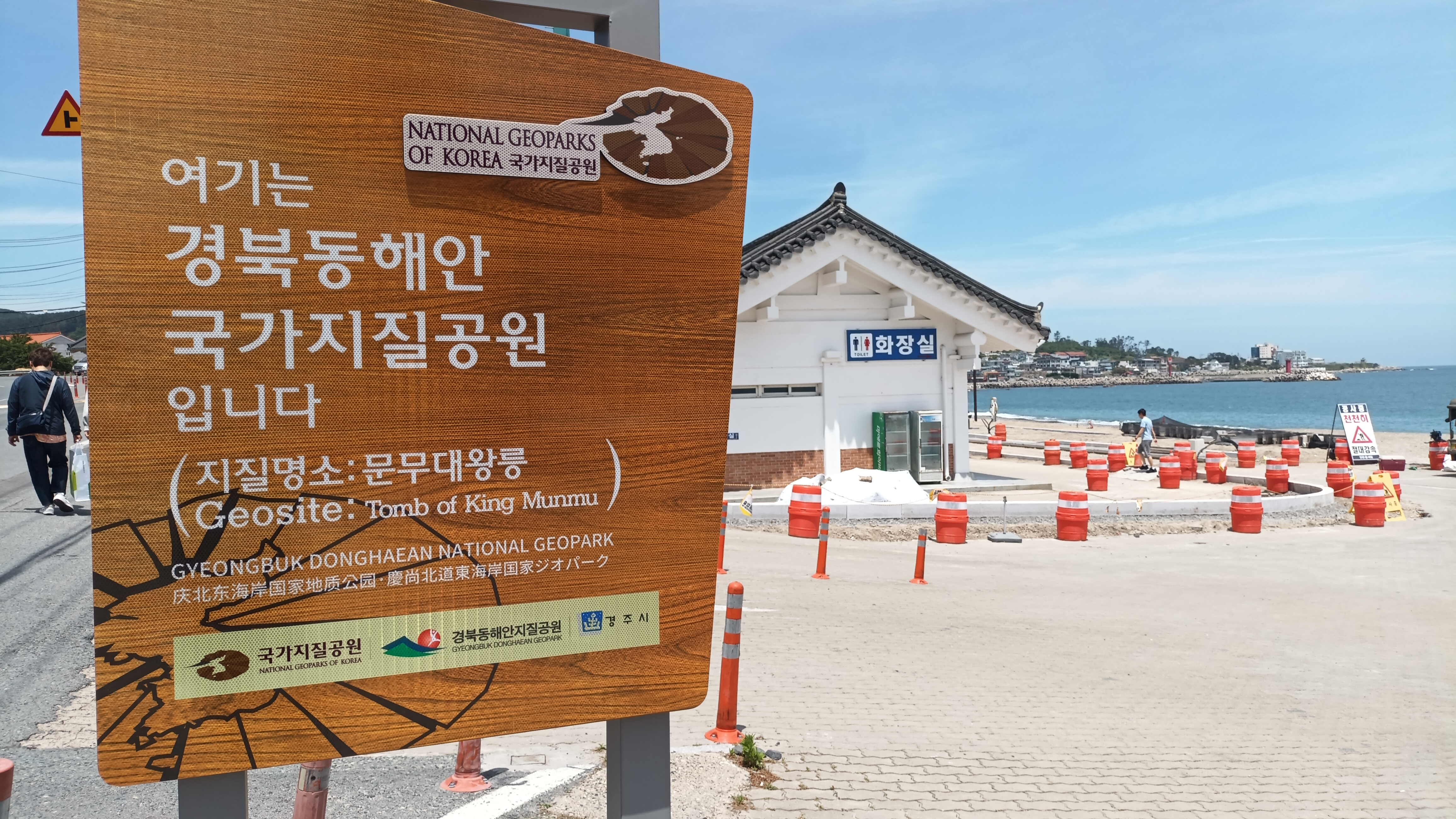

## 교통편
- 동해고속도로 동경주 나들목

## 같이 보기
- 경주 대왕암(신라 문무대왕이 용이 되어 깃들어졌다고 알려진 바위)
- 울산 대왕암(문무대왕의 왕비가 용이 되어 깃들어졌다고 알려진 바위)
- 이견대
- 경주시의 지질
- 경북동해안 국가지질공원
- 경주 양남 주상절리군
- 대릉원
- 황룡사
- 만파식적

## 참고 자료
- 경주 문무대왕릉 - 국가유산청 국가유산포털